# Europees kampioenschap beachvolleybal 1993
Het eerste Europees kampioenschap beachvolleybal werd in 1993 gehouden in de Spaanse stad Almería. Het bestond enkel uit een toernooi voor mannen. Aan het kampioenschap deden 25 tweetallen mee. De Fransmannen Jean-Philippe Jodard en Christian Penigaud wonnen de eerste Europese titel door de Noorse favorieten Jan Kvalheim en Bjørn Maaseide in de finale te verslaan. Het brons ging naar Andrea Ghiurghi en Dionisio Lequaglie uit Italië die in de troostfinale te sterk waren voor het Spaanse duo Javier Yuste en Santiago Aguilera.

## Eindstand
| Mannen | Mannen                                    |
| Rang   | Team                                      |
| ------ | ----------------------------------------- |
| 1      | Jean-Philippe Jodard / Christian Penigaud |
| 2      | Jan Kvalheim / Bjørn Maaseide             |
| 3      | Andrea Ghiurghi / Dionisio Lequaglie      |
| 4      | Javier Yuste / Santiago Aguilera          |
| 5      | Miguel Maia / João Brenha                 |
| 6      | Stefan Potyka / Hannes Kornthaler         |
| 7      | Ainars Vanags / Aivis Eida                |
| 8      | Christophe Burlas / Eric Bouvier          |
| 9      | Kim Kaszas / Peter Borglund               |
| 9      | Avo Keel / Kaido Kreen                    |
| 9      | Janne Pulkinnen / Petri Sainio            |
| 9      | Manuel Berenguel / Javier Bosma           |
| 13     | Ralf Jeder / Uwe Körner                   |
| 13     | Michel Everaert / Bas van Rossen          |
| 13     | Dmitri Koevitsjka / Roeslan Jabankov      |
| 13     | Frederik Petersson / Tom Englen           |
| 17     | Vangelis Koutouleas / Spyros Kyriakakis   |
| 17     | Igor Steiskal / Michel Palinek            |
| 17     | Gorgyn Metin / Simsek Vefa                |
| 17     | Martin Walser / Christian Wandeler        |
| 21     | Pavel Damjanov / Joeri Jotov              |
| 21     | Robert Kittlety / Vince Joyce             |
| 21     | Ferenc Gulyas / Zoltan Hajdn              |
| 21     | Yuval Katz / Naveh Milo                   |
| -      | Jacky Kempenaers / Paul Vanderhallen      |

1993 ·
1994 ·
1995 ·
1996 ·
1997 ·
1998 ·
1999 ·
2000 ·
2001 ·
2002 ·
2003 ·
2004 ·
2005 ·
2006 ·
2007 ·
2008 ·
2009 ·
2010 ·
2011 ·
2012 ·
2013 ·
2014 ·
2015 ·
2016 ·
2017 ·
2018 ·
2019 ·
2020 ·
2021 ·
2022 ·
2023 ·
2024 ·
2025